# Mount Baleen
Mount Baleen ist ein markanter und mit 910 m Höhe der höchste Berg im Padesh Ridge der Aristotle Mountains an der Oskar-II.-Küste des Grahamlands im Norden der Antarktischen Halbinsel. Er ragt zwischen dem Rachel-Gletscher und dem Starbuck-Gletscher auf. Vom Larsen-Schelfeis aus betrachtet hat einer eine pyramidenähnliche Form.
Das UK Antarctic Place-Names Committee gab ihm 1976 wie anderen geografischen Objekten in der Umgebung einen Namen aus dem Themenkreis „Wale und Walfang“. Baleen Whales ist die englische Bezeichnung für Bartenwale.